# Jonathon Lillis
Jonathon Lillis (Rochester, 20 de agosto de 1994) es un deportista estadounidense que compitió en esquí acrobático, especialista en la prueba de salto aéreo. Su hermano Christopher compite en el mismo deporte.
Ganó una medalla de oro en el Campeonato Mundial de Esquí Acrobático de 2017. Participó en los Juegos Olímpicos de Pyeongchang 2018, ocupando el octavo lugar en su especialidad.

## Medallero internacional
| Campeonato Mundial | Campeonato Mundial     | Campeonato Mundial | Campeonato Mundial |
| Año                | Lugar                  | Medalla            | Prueba             |
| ------------------ | ---------------------- | ------------------ | ------------------ |
| 2017               | Sierra Nevada (España) | Medalla de oro     | Salto aéreo        |